# Frédéric Mascle
Frédéric Mascle (* 1. Januar 1853 in Châteaurenard; † 24. Februar 1917 in Marseille) war ein französischer Politiker. Er war von 1912 bis 1917 Mitglied des Senats.
Mascle machte Karriere als Verwaltungsbeamter in den Präfekturen der französischen Départements. Dabei war er in den vier Departements Landes, Dordogne, Maine-et-Loire und Loire als Präfekt tätig. Danach arbeitete er im Innen- und Arbeitsministerium. 1912 wurde er für das Departement Bouches-du-Rhône in den Senat gewählt und ersetzte somit Antide Boyer als Senator. Im Senat schloss er sich der gemäßigten Linken an und war fortan im Marine-Fachausschuss tätig. 1916 verlor Mascle seinen einzigen Sohn auf dem Schlachtfeld. Nur ein Jahr später starb er selbst an einem Herzinfarkt. Mascle wurde zum Offizier der Ehrenlegion ernannt.